# Deep Dish
I Deep Dish sono un duo di DJ e producer di musica house; sono statunitensi d'origine iraniana, di nome Ali "Dubfire" Shirazinia e Sharam Tayebi. Attivi a Washington, sono molto conosciuti per i loro prodotti house e soprattutto per remix di artisti di fama mondiale come: Madonna, Cher, Gabrielle, ma anche per i loro live DJ set.
Collaborano spesso con Richard Morel ed hanno prodotto insieme a lui la hit "True (the Faggot is You)". 
Tra i brani di punta più recenti del duo da segnalare "Flashdance" (2004), rimasto nella classifica italiana dei 50 dischi più ballati Italian Club Chart su Dance Directory per 27 settimane, "Say Hello" (2005) e "Dreams", numero 3 tra i più ballati in Italia (2006). Molto noto anche un loro remix di "The World Is Mine" di David Guetta.

## Discografia

### Album
- 1998 Junk Science
- 2005 George Is On

### DJ Mixes
- 1995 Penetrate Deeper
- 1995 Undisputed
- 1996 DJ's Take Control, Vol. 3
- 1997 Cream Separates
- 1999 Yoshiesque
- 2000 Renaissance Ibiza
- 2001 Global Underground: Moscow 21
- 2001 Yoshiesque, Vol. 2
- 2003 Global Underground: Toronto 25
- 2006 Global Underground: Dubai 29 (by Sharam)
- 2007 Global Underground: Taipei 31 (by Dubfire)

### Singles e EP
- 1994 "Chocolate City (Love Songs)"
- 1994 "High Frequency"
- 1994 "The Dream"
- 1995 "Sexy Dance"
- 1995 "Wear The Hat"
- 1996 "Stay Gold"
- 1997 "Stranded"
- 1998 "Stranded (In Dub)"
- 1998 "The Future of the Future" (feat. Everything but the Girl)
- 1999 "Mohammad Is Jesus…"
- 1999 "Summer Is Over"
- 2003 "Global Underground: Toronto" [12" Single]
- 2004 "Flashdance" (feat. Anousheh Khalili)
- 2005 "Say Hello" (feat. Anousheh Khalili)
- 2006 "Sacramento"
- 2007 "Come Back"

### Remixes
- 1993 Brian Transeau - Relativity
- 1994 Brian Transeau - The Dream
- 1994 Joi Cardwell - Trouble
- 1994 Brian Transeau - The Moment Of Truth
- 1995 Janet Jackson - When I Think Of You
- 1995 The Shamen - Transamazonia
- 1995 Dajae - Day By Day
- 1995 Paula Abdul - Crazy Cool
- 1995 De'Lacy - Hideaway
- 1996 Everything but the Girl - Wrong
- 1996 The Beloved - Three Steps To Heaven
- 1996 Pet Shop Boys - Se A Vida È (That's The Way Life Is)
- 1996 Sandy B - Make The World Go Round
- 1996 Kristine W - Land Of The Living
- 1996 Tina Turner - In Your Wildest Dreams
- 1996 Alcatraz - Giv Me Luv
- 1996 Brian Transeau featuring Tori Amos - Blue Skies
- 1997 D-Note - Waiting Hopefully
- 1997 Adam F - Music In My Mind
- 1997 Sandy B - Ain't No Need To Hide
- 1997 Olive - Miracle
- 1997 Michael Jackson - Is It Scary
- 1998 Love and Rockets - Resurrection Hex
- 1998 Danny Tenaglia featuring Celeda - Music Is the Answer
- 1998 Eddie Amador - House Music
- 1998 DJ Rap - Good To Be Alive
- 1998 The Rolling Stones - Saint Of Me
- 1999 Brother Brown Featuring Frank'ee - Under The Water
- 1999 Billie Ray Martin - Honey
- 1999 Beth Orton - Central Reservation
- 2000 Madonna - Music
- 2000 Gabrielle - Rise
- 2000 Richard Morel - True (The Faggot Is You)
- 2000 Sven Väth - Barbarella
- 2000 Dusted - Always Remember To Respect and Honour Your Mother - Part One
- 2001 Dido - Thank You
- 2001 iio - Rapture
- 2001 N'Sync - Pop
- 2001 Planet Funk - Inside All the People
- 2001 Delerium - Innocente
- 2001 Depeche Mode - Freelove
- 2002 Justin Timberlake - Like I Love You
- 2002 Timo Maas featuring Kelis - Help Me
- 2002 Beenie Man featuring Janet - Feel It Boy
- 2002 Elisa - Come Speak To Me
- 2003 Dido - Stoned
- 2003 Girl Whatever - Activator
- 2003 P. Diddy - Let's Get Ill
- 2004 Louie Vega & Jay 'Sinister' Sealée Feat. Julie McKnight - Diamond Life
- 2005 David Guetta - The World Is Mine
- 2005 Narcotic Thrust - Safe From Harm
- 2005 Paul van Dyk - The Other Side
- 2006 Coldplay - Clocks
- 2007 Robbie Rivera - Float Away
- 2009 Eddie Amador - House Music